# Rajon Snaur
Der Rajon Snaur (georgisch ზნაურის რაიონი, Snauris raioni; ossetisch Знауыры район, Snauyry rajon; russisch Знаурский район, Snaurski rajon) ist mit einer Fläche von 404 km² der kleinste der vier Rajone innerhalb der Verwaltungsstruktur der nur von wenigen Staaten als unabhängig anerkannten Republik Südossetien.
Das Gebiet befindet sich nicht unter Kontrolle des georgischen Zentralregierung. Gemäß georgischer Verwaltungsstruktur bildet es den nördlichsten Teil Munizipalität Kareli der Region Innerkartlien.
Verwaltungssitz und Namensgeber ist die Siedlung städtischen Typs Snaur. Der Rajon hat 4531 Einwohner (2015).

## Geografie
In Nord-Süd-Richtung dehnt sich der Rajon auf 26 km, in West-Ost-Richtung auf 24 km aus. In der Nähe der Dörfer Nagutni und Dsadina gibt es Mineralquellen.

## Geschichte
Der Rajon wurde bereits in den 1930er-Jahren im Bestand des Südossetischen Autonomen Gebietes ausgewiesen. 1939 hatte er 18.782 Einwohner. Bis 1989 sank ihre Zahl kontinuierlich auf 10.195.
Nach Beginn des Konflikts um Südossetien 1991 befand sich der größte Teil des Gebietes unter südossetischer Kontrolle, nur ein Teil mit vier Ortschaften um das Dorf Auneu (georgisch Awnewi) mit insgesamt 1591 Einwohnern (2002) war unter georgischer Kontrolle. Laut der russischen Nachrichtenagentur Regnum soll dieser Teil ab März 2008 durch Georgien vom südossetisch kontrollierten Teil abgeschnitten worden sein, um die ossetischen Bauern zur Annahme der georgischen Staatsangehörigkeit zu zwingen. Infolge des Kaukasuskrieges wird seit August 2008 der gesamte Rajon von Südossetien kontrolliert. Infolge des Konfliktes mit Zerstörung vieler Dörfer sank die Einwohnerzahl des Rajons gegenüber 1989 nochmals um mehr als die Hälfte.
Bevölkerungsentwicklung
Anmerkung: Volkszählungsdaten